# وادي مقعر (الجوف)
وادي مقعر هي إحدى قرى الجمهورية اليمنية. تتبع جغرافيا لمحافظة الجوف و إداريًا لمديرية خب والشعف. يبلغ تعداد سكانها 3920 نسمة حسب الإحصاء الذي أجري عام 2004.